# Tommaso Ruffo
Tommaso Ruffo (né le 15 septembre 1663 à Naples et mort le 16 février 1753 à Rome) est un cardinal italien du XVIIIe siècle.
Il est un parent du cardinal Giacomo Boncompagni (1695), l'oncle du cardinal Antonio Maria Ruffo (1743), le grand-oncle du cardinal Fabrizio Dionigi Ruffo (1791) et un parent du cardinal Luigi Ruffo-Scilla (1801).

## Biographie
Ruffo exerce des fonctions au sein de la Curie romaine. Il est nommé inquisiteur à Malte du 21 mai 1694 au 12 janvier 1698 et ensuite archevêque titulaire de Nicée et nommé comme nonce apostolique en Toscane (en) en 1698 et devient préfet du Cibuculi du Saint-Père en 1700 avant d'occuper la nonciature.
Le pape Clément XI le crée cardinal lors du consistoire du 17 mai 1706. Le cardinal Ruffo est légat apostolique en Romagne en 1709 et à Ferrare de 1710 à 1714. Il est nommé évêque de Ferrare en 1717 (archevêque en 1735). Légat à Bologne de 1721 à 1727, il commande des tableaux au peintre Francesco Simonini, mais interdit, en 1737, à Vivaldi de venir à Ferrare pour y monter un de ses opéras, pour la raison que, prêtre catholique, il ne disait pas la messe.
Il résigne au gouvernement de son archidiocèse en 1738 et est nommé vice-doyen et doyen du Collège des cardinaux. À partir de 1740 il est vice-chancelier de la Sainte Église romaine et secrétaire de la Congrégation de l'Inquisition.
Il participe au conclave de 1721, lors duquel Innocent XIII est élu pape, au conclave de 1724 (élection de Benoît XIII), à  celui de 1730 (élection de Clément XII) et à celui de 1740 (élection de Benoît XIV).
Il meurt le 16 février 1753 après un cardinalat de 46 ans et 275 jours, de mai 1706 à février 1753, ce qui en fait un des plus longs de l'histoire.

## Succession apostolique
Tommaso Ruffo a ordonné les évêques suivants :
- Évêque Francesco Saverio Guicciardi (1709)
- Archevêque Giuseppe Maria Ruffo (it) (1735)